# Club Paraíso
El Club Paraíso es una edificación de estilo neomudéjar ubicada en la parroquia El Paraíso de Caracas, Venezuela.

## Historia
El Club Paraíso surgió por iniciativa de los vecinos de la incipiente parroquia y fue fundado por el General Alejandro Ibarra Rivas en 1907. El edificio en cuestión fue proyectado por Ricardo Razetti y construido entre 1921 y 1928 en un lote de 28 mil m².
El Club Paraíso funcionó sin interrupciones hasta que fue adquirido por particulares en 1969. Desde el 23 de julio de 1970 es sede del Hogar Canario Venezolano.

## Descripción
Se trata de un inmueble con marcados rasgos neomudéjares y también de la arquitectura ecléctica de finales del siglo XIX y principios del XX. Tiene dos pisos, y está flanqueado por torres de tres. En sus interiores, aún conserva el logo del antiguo club. Posee biblioteca, piscina, restaurante, y un gran patio central, así como un "Salón de los Espejos".